# Lady Sovereign
Lady Sovereign, pseudonimo di Louise Amanda Harman (Londra, 19 dicembre 1985), è una rapper britannica.

## Biografia
Iniziò la propria carriera discografica pubblicando alcuni suoi brani rap su diversi siti internet, brani che aveva iniziato a scrivere all'età di 14 anni, ispirata dalla musica delle Salt-n-Pepa. Dopo aver abbandonato gli studi, lavorò in una produzione cinematografica relativa al mondo degli MC, per cui chiese di curare anche la colonna sonora. Il demo realizzato dalla rapper finì nelle mani di un produttore discografico, che nel 2003 pubblicò The Battle per la Casual Records, una compilation in cui è inciso un contest di rapper maschi contro rapper femmine.
Il successo ottenuto da The Battle permise a lei e a molti altri degli artisti coinvolti di pubblicare un primo EP, Vertically Challenged, nel 2005, ed un altro, Blah Blah nel 2006. Ne venne distribuito anche un terzo, Size Don't Matter, ma solo per il circuito radiofonico. In questo periodo comparve anche in numerose altre compilation, e duetta con The Streets. Nello stesso periodo si fece notare per un dissing con un'altra rapper emergente, Jentina, realizzando una versione parodistica del suo primo successo Bad Ass Strippa, intitolato Sad Arse Stripper.
Nel 2006, contrattualizzata dall'etichetta discografica specializzata in musica hip hop Def Jam Records, pubblicò il suo primo album Public Warning, diventando la prima artista donna non americana ad avere un contratto con l'etichetta. La cantante iniziò quindi un tour negli Stati Uniti e comparve al Late Show with David Letterman. Inoltre aprì i concerti di The Streets e Gwen Stefani. Il 17 ottobre 2006, il singolo Love Me or Hate Me divenne il primo video di una artista inglese a raggiungere la vetta di Total Request Live, di MTV Total Request Live.
Dopo alcuni problemi con la casa discografica Island Records, relativi ad un campionamento di Close to Me dei Cure utilizzato dalla cantante per il singolo So Human, l'artista passò all'etichetta indipendente Midget Records, divisione della EMI, con la quale pubblicò il suo secondo album Jigsaw il 6 aprile 2009. A seguito di questa pubblicazione, la produzione discografica dell'artista si è arrestata.
Nel gennaio del 2010 ha partecipato al reality Celebrity Big Brother, la versione vip del Grande Fratello inglese, venendo eliminata come terza concorrente dopo sedici giorni di permanenza nella casa.

## Discografia

### Album in studio
- 2006 - Public Warning (Island, Def Jam)
- 2009 - Jigsaw (Midget Records, EMI)

### EP
- 2005 - Vertically Challenged (Chocolate Industries)
- 2006 - Blah Blah (Chocolate Industries)

### Mixtape
- 2006 - Chocolate Swim (Chocolate Industries)
- 2009 - Jig-Raw! (Indipendente)

### Singoli
- 2005 - Random
- 2005 - 9 to 5
- 2005 - Hoodie
- 2006 - Nine2Five (Lady Sovereign vs. The Ordinary Boys)
- 2006 - Love Me or Hate Me
- 2007 - Those Were the Days
- 2009 - So Human
- 2009 - I Got You Dancing